# حقیقت (فیلم ۱۹۶۱)
حقیقت (لهستانی: Rzeczywistość) یک فیلم درام تاریخی لهستانی است که در سال ۱۹۶۰ ساخته و در سال ۱۹۶۱ منتشر شد.

## بازیگران
- پلا راسکا
- برونیسواو دارجینسکی
- ماچئی ماچیفسکی
- هنریک بیستا
- هالینا کوسوبودزکا
- یانوش پالوشکیه‌ویچ
- لودویک بنوآ
- میخاو شفچیک
- زبیگنیف کوچانوویچ